# Bjerrum-Länge
Die Bjerrum-Länge ist der Abstand, bei dem die elektrostatische Energie zweier Ladungen vergleichbar mit der thermischen Energie wird. Diese Länge ist benannt nach dem dänischen Chemiker Niels Bjerrum, der sie 1926 erstmals herleitete.
Im Internationalen Einheitensystem (SI) ist sie gegeben durch
{\displaystyle \lambda _{\mathrm {B} }={\frac {e^{2}}{4\pi \,\varepsilon _{0}\varepsilon _{\mathrm {r} }\,k_{\mathrm {B} }T}}}
und im cgs-System durch die Formel
{\displaystyle \lambda _{\mathrm {B} }={\frac {e^{2}}{\varepsilon _{\mathrm {r} }\,k_{\mathrm {B} }T}}.}

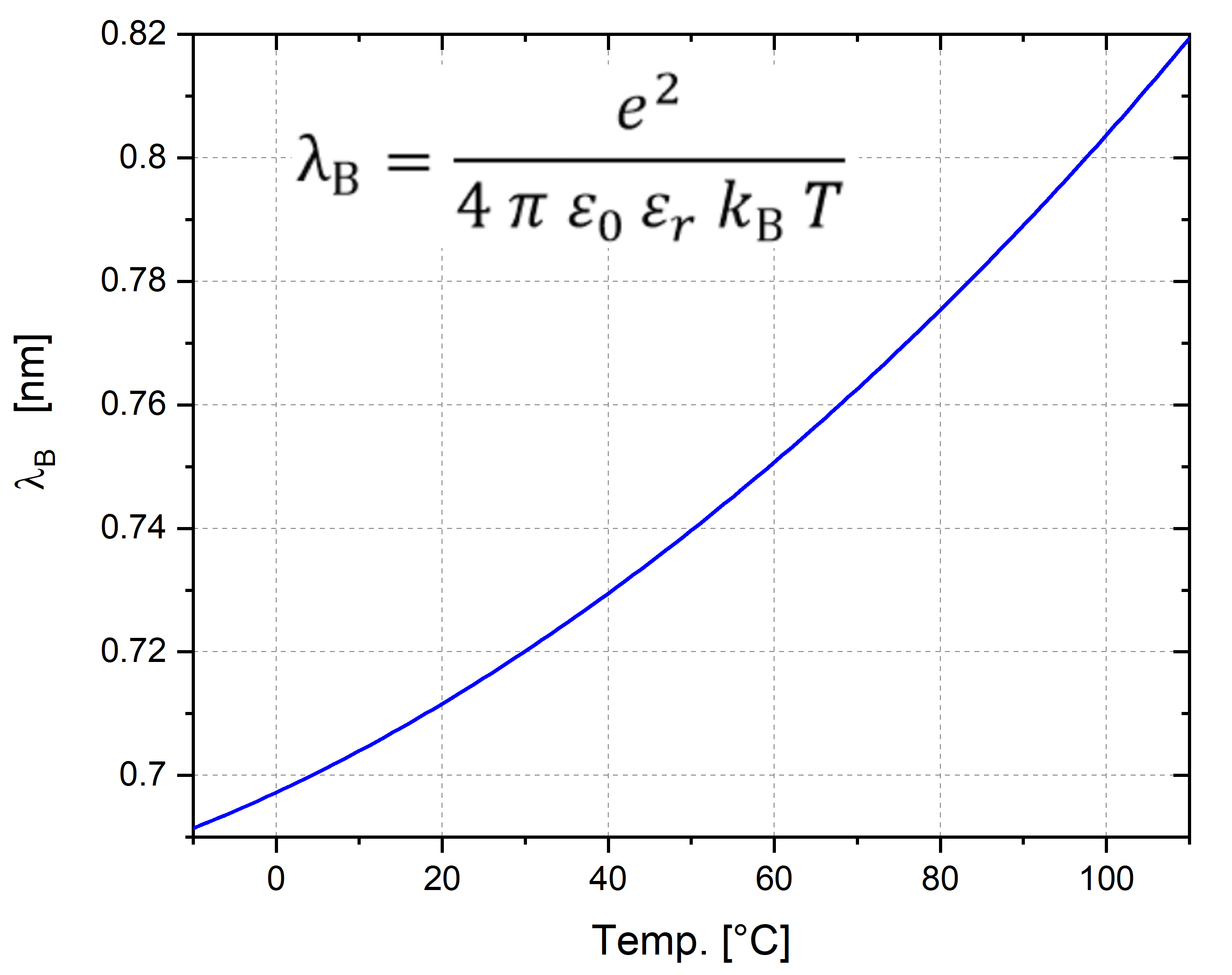
Bjerrumlänge in Wasser, berechnet als Funktion der Temperatur.

In Wasser nimmt die Bjerrum-Länge λB mit der Temperatur zu, trotz der (1/T)-Abhängigkeit. Das liegt daran, dass die Permittivität εr von Wasser mit zunehmender Temperatur so stark abnimmt, dass auch das Produkt (εr·T) abnimmt. λB hat in Wasser bei 18 °C den Wert 0,71 nm und bei 30 °C den Wert 0,72 nm.

## Weblink
- Tabelle mit Werten der Bjerrum-Länge für wässrige Lösungen und für verschiedene Temperaturen in der Tabellensammlung Chemie in Wikibooks